# Nettenboetsters in de duinen
Nettenboetsters in de duinen (Women Mending Nets in the Dunes) is een schilderij van de Nederlandse kunstschilder Vincent van Gogh, in olieverf op doek, 42 bij 62,5 centimeter groot. Het werd geschilderd in 1882 te Den Haag en toont meerdere vrouwen aan het werk in de duinen.
Het schilderij werd op 4 juni 2018 verkocht tijdens een veiling in Parijs voor 7 miljoen euro aan een Amerikaanse verzamelaar. Daarvoor was het acht jaar lang in bruikleen gegeven door kunstverzamelaar François Odermatt aan het Van Gogh Museum.